# Kunstrijden op de Olympische Winterspelen 2014 - Vrouwen

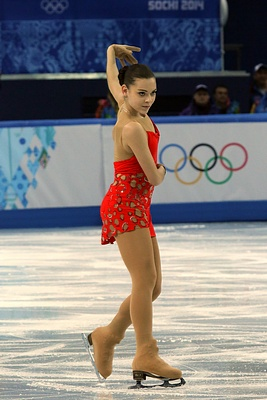
Olympisch kampioene Adelina Sotnikova

Het kunstrijden voor vrouwen tijdens de Olympische Winterspelen 2014 vond plaats op 19 en 20 februari in het Iceberg Schaatspaleis in Sotsji.

## Geschiedenis
Van het deelnemers veld van 2010 namen zeven vrouwen op deze 24e editie van het olympisch vrouwentoernooi weer deel, waaronder de regerend olympisch kampioene, de Zuid-Koreaanse Kim Yu-na, en de zilverenmedaillewinnares Mao Asada uit Japan.
Als eerste Russische vrouw won debutante Adelina Sotnikova de olympische titel, voor haar behaalde alleen haar landgenote Irina Sloetskaja in 2002 de zilveren en in 2006 de bronzen medaille. Voor Sloetskaja had enkel de Russin Kira Ivanova in 1984 voor de Sovjet-Unie een bronzen medaille behaald. Sotnikova, de wereldkampioene bij de junioren in 2011, had tot haar olympische titel twee keer de tweede plaats behaald op een ISU senioren kampioenschap, ze deed dit op de EK's van 2013 en 2014. Sotnikova verwees ook de titelverdedigster naar de zilveren positie. De regerend wereldkampioene werd hiermee de derde vrouw die na haar olympische titel de editie eropvolgend weer op het erepodium plaatsnam. De Noorse Sonja Henie deed dit twee keer, in 1932 en 1936, en werd driemaal olympisch kampioene op rij. De Oost-Duitse Katarina Witt prolongeerde haar titel in 1988. De derde positie op het erepodium werd bij haar derde deelname behaald door Carolina Kostner, de wereldkampioene in 2012 en vijfvoudig Europees kampioene. In 2006 werd ze negende en in 2010 zestiende. Het was de eerste medaille voor Italië in het olympisch vrouwentoernooi en de tweede in het olympisch kunstschaatsen na de bronzen medaille van het ijsdanspaar Barbara Fusar-Poli / Maurizio Margaglio in 2002.
De zilverenmedaillewinnares van 2010, Mao Asada, eindigde deze editie op de zesde plaats. Na de korte kür stond ze zestiende, door de derde score in de vrije kür steeg ze naar de zesde plaats.

## Tijdschema
| Datum       | Lokale tijd | MET   | Kür       |
| ----------- | ----------- | ----- | --------- |
| 19 februari | 19:00       | 16:00 | Korte kür |
| 20 februari | 19:00       | 16:00 | Vrije kür |

## Uitslag
| #                      | Olympiër             | NOC | Punten | Korte kür  | Vrije kür   |
| ---------------------- | -------------------- | --- | ------ | ---------- | ----------- |
| Goud                   | Adelina Sotnikova    | RUS | 224.59 | 74.64 (2)  | 149.95 (1)  |
| Zilver                 | Kim Yu-na            | KOR | 219.11 | 74.92 (1)  | 144.19 (2)  |
| Brons                  | Carolina Kostner     | ITA | 216.73 | 74.12 (3)  | 142.61 (4)  |
| 4                      | Gracie Gold          | USA | 205.53 | 68.63 (4)  | 136.90 (5)  |
| 5                      | Joelija Lipnitskaja  | RUS | 200.57 | 65.23 (5)  | 135.34 (6)  |
| 6                      | Mao Asada            | JPN | 198.22 | 55.51 (16) | 142.71 (3)  |
| 7                      | Ashley Wagner        | USA | 193.20 | 65.21 (6)  | 127.99 (7)  |
| 8                      | Akiko Suzuki         | JPN | 186.32 | 60.97 (8)  | 125.35 (8)  |
| 9                      | Polina Edmunds       | USA | 183.25 | 61.04 (7)  | 122.21 (9)  |
| 10                     | Maé-Bérénice Méité   | FRA | 174.33 | 58.63 (9)  | 115.90 (11) |
| 11                     | Valentina Marchei    | ITA | 173.33 | 57.02 (12) | 116.31 (10) |
| 12                     | Kanako Murakami      | JPN | 170.98 | 55.60 (15) | 115.38 (12) |
| 13                     | Kaetlyn Osmond       | CAN | 168.98 | 56.18 (13) | 112.80 (13) |
| 14                     | Li Zijun             | CHN | 168.30 | 57.55 (11) | 110.75 (14) |
| 15                     | Zhang Kexin          | CHN | 154.21 | 55.80 (14) | 098.41 (15) |
| 16                     | Kim Hae-jin          | KOR | 149.48 | 54.37 (18) | 095.11 (17) |
| 17                     | Gabrielle Daleman    | CAN | 148.44 | 52.61 (19) | 095.83 (16) |
| 18                     | Nathalie Weinzierl   | GER | 147.36 | 57.63 (10) | 089.73 (21) |
| 19                     | Elene Gedevanisjvili | GEO | 147.15 | 54.70 (17) | 092.45 (20) |
| 20                     | Brooklee Han         | AUS | 143.84 | 49.32 (22) | 094.52 (18) |
| 21                     | Park So-youn         | KOR | 142.97 | 49.14 (23) | 093.83 (19) |
| 22                     | Elizaveta Ukolova    | CZE | 136.42 | 51.87 (20) | 084.55 (23) |
| 23                     | Anne Line Gjersem    | NOR | 134.54 | 48.56 (24) | 085.98 (22) |
| 24                     | Nicole Rajičová      | SVK | 125.00 | 49.80 (21) | 075.20 (24) |
| Vrije kür niet bereikt |                      |     |        |            |             |
| 25                     | Jenna McCorkell      | GBR | 048.34 | 48.34 (25) |             |
| 26                     | Kerstin Frank        | AUT | 048.00 | 48.00 (26) |             |
| 27                     | Viktoria Helgesson   | SWE | 047.84 | 47.84 (27) |             |
| 28                     | Natalia Popova       | UKR | 047.42 | 47.42 (28) |             |
| 29                     | Elena Glebova        | EST | 046.19 | 46.19 (29) |             |
| 30                     | Isadora Williams     | BRA | 040.37 | 40.37 (30) |             |